# Tokijska Orkiestra Filharmoniczna

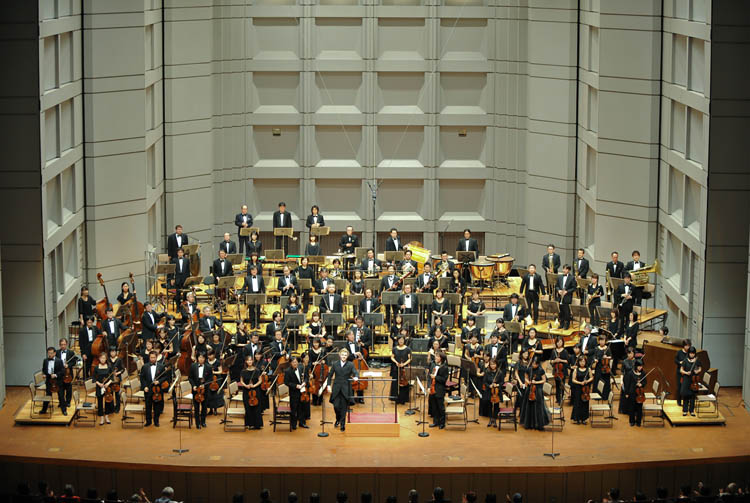
Tokijska Orkiestra Filharmoniczna (2009)

Tokijska Orkiestra Filharmoniczna − orkiestra symfoniczna w Tokio, istnieje od 1911, początkowo w Nagoi, a od 1938 w Tokio. 
Występuje w centrum handlowo-rozrywkowym Bunkamura w dzielnicy Shibuya.